# 圣萨尔沃
圣萨尔沃（義大利語：San Salvo），是意大利基耶蒂省的一个市镇。总面积19.51平方公里，人口19093人，人口密度978.6人/平方公里（2009年）。ISTAT代码为069083。